# هيكاوا
هيكاوا (باليابانية: 氷川町) هي بلدية في اليابان، وبلدة في اليابان، تقع في كوماموتو، ومقاطعة ياتسوشيرو، بلغ عدد سكانها 11,527 نسمة وذلك حسب إحصائيات سنة 2018، تبلغ مساحتها 33.36 كيلومتر مربع.